# Caixon
Caixon is een gemeente in het Franse departement Hautes-Pyrénées (regio Occitanie) en telt 383 inwoners (2005). De plaats maakt deel uit van het arrondissement Tarbes.

## Geografie
De oppervlakte van Caixon bedraagt 8,5 km², de bevolkingsdichtheid is 45,1 inwoners per km².

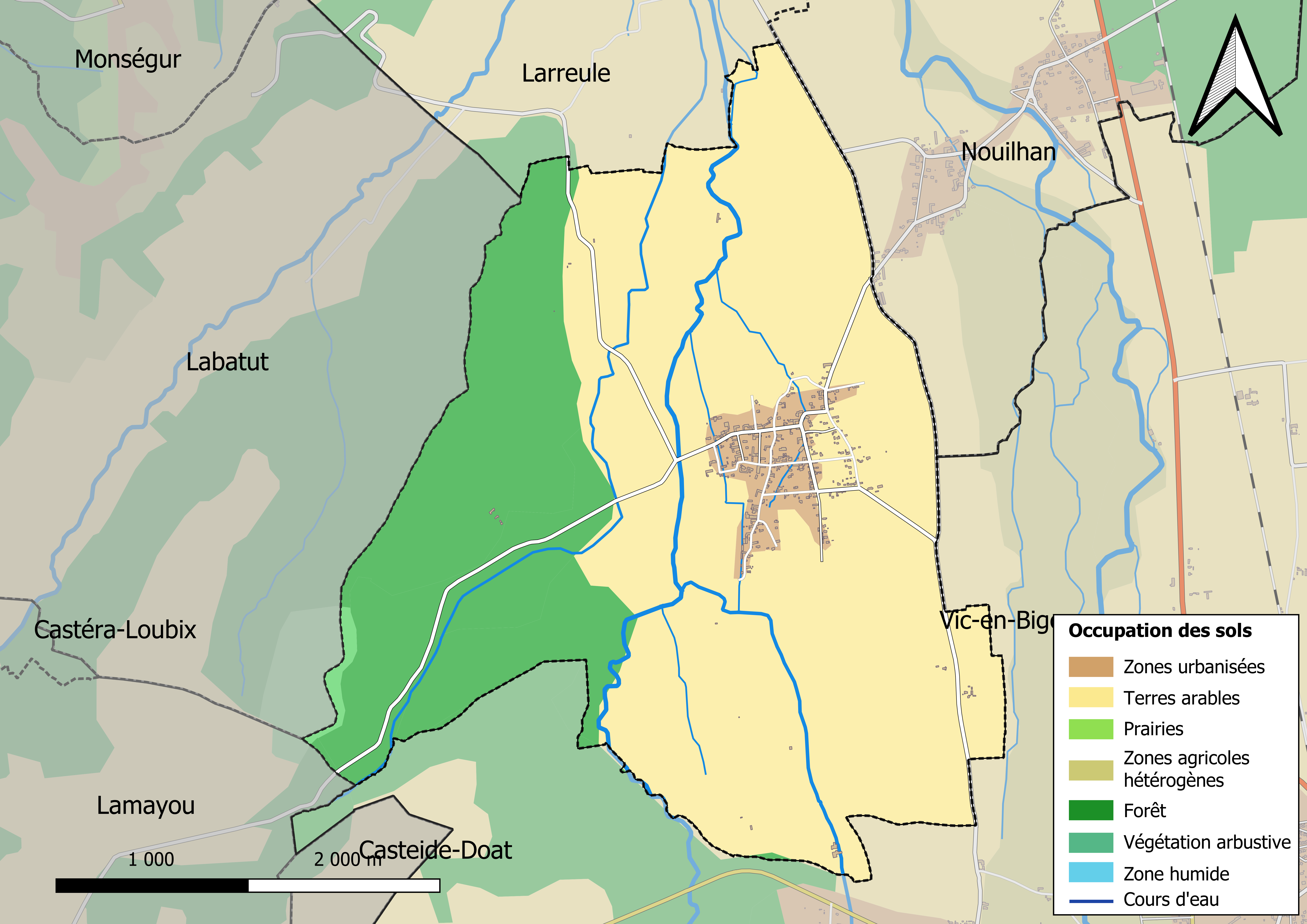
Kaart van de gemeente met belangrijkste infrastructuur, bodemgebruik en omliggende gemeenten

## Demografie
Onderstaande figuur toont het verloop van het inwonertal (bron: INSEE-tellingen).